# Огоньок (Асекеєвський район)
Огоньо́к (рос. Огенёк) — селище у складі Асекеєвського району Оренбурзької області, Росія.

## Населення
Населення — 45 осіб (2010; 108 у 2002).
Національний склад (станом на 2002 рік):
- росіяни — 64 %